# Central hidroeléctrica de Witznau

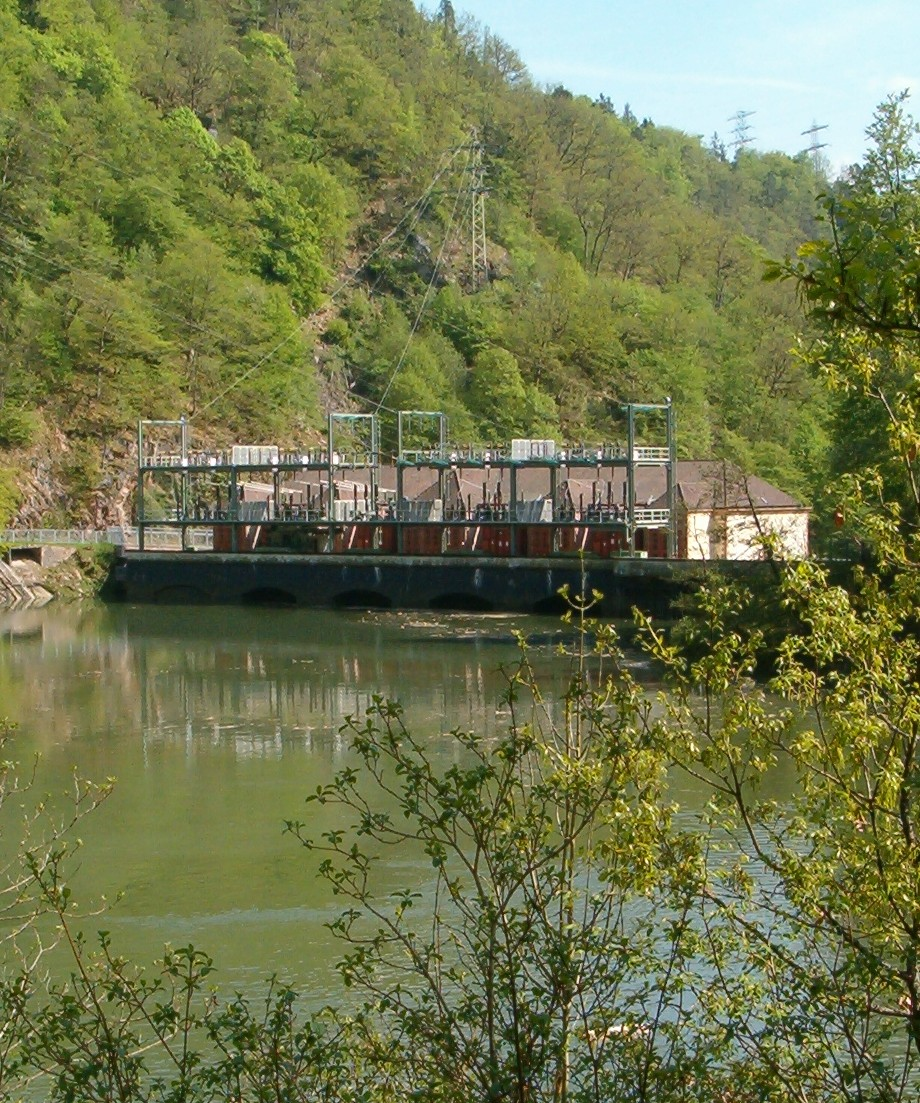
Presa con casa de turbinas integrada

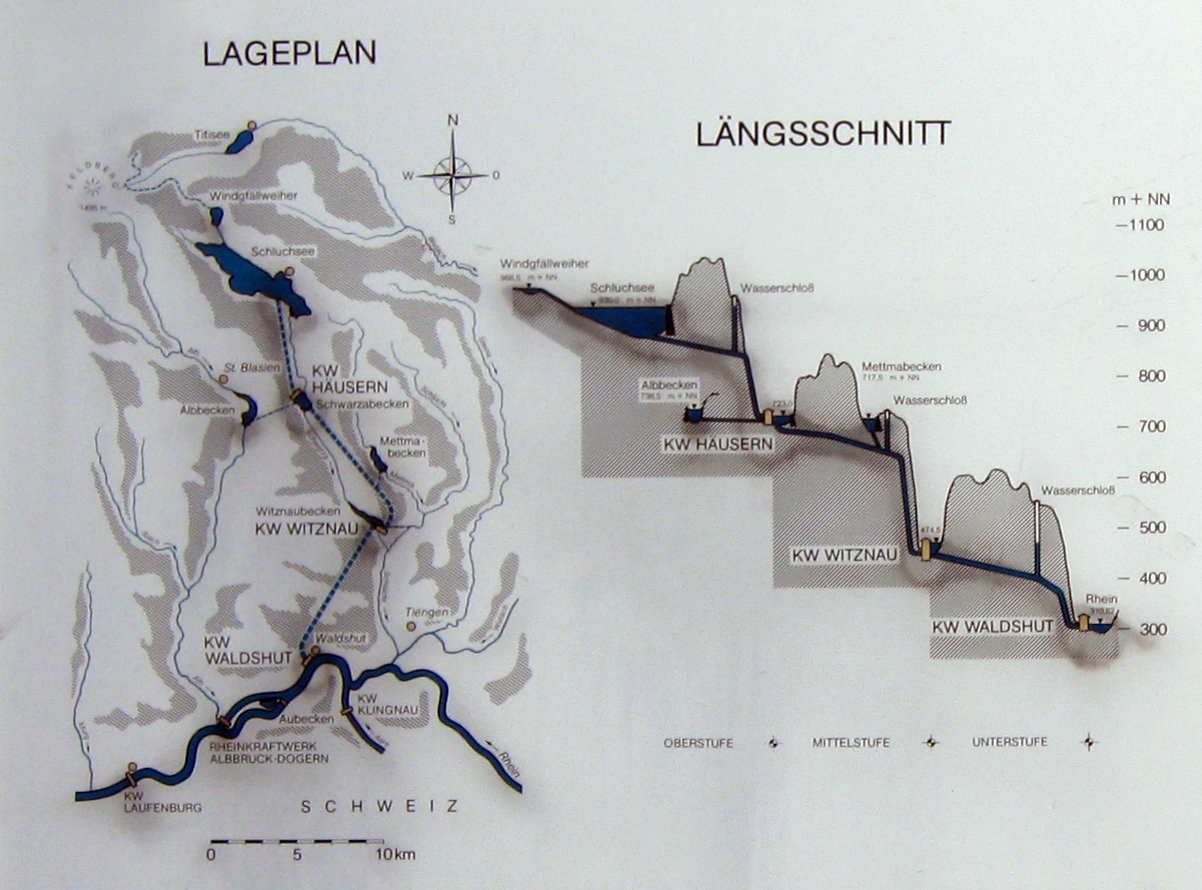
Mapa y corte longitudinal del grupo de centrales con la central de Witznau en medio

La central hidroeléctrica de Witznau (en alemán: Kraftwerk Witznau) es una central hidroeléctrica reversible en la Selva Negra Meridional en el sur del estado federado alemán de Baden-Wurtemberg.
Witznau es la media de las tres centrales de acumulación por bombeo del Grupo Schluchsee. Está integrada en la presa de Witznau que ha sido construida a través del estrecho valle del río Schwarza y el embalse de Witznau.
En 1928 las empresas Badenwerk y RWE fundaron la empresa Schluchseewerk con la intención de explotar las altitudes de la Selva Negra para la producción de electricidad y en 1929 comenzó la construcción del grupo de centrales. A pesar de los desórdenes de la guerra la central de Witznau pudo ser puesta en servicio en 1943.
Los cuatro generadores de la central producen 220 mW/hora de electricidad al año.